# San Jose (Camarines Sul)
San Jose é um município de  quarta classe de renda municipal (d) na província Camarines Sul, nas Filipinas. De acordo com o censo de 1 de maio  de  2020 possui uma população de 43 973 pessoas e 10 144 domicílios.